# شیخا دار
شیخا دار (به کوردی چیخی دەرێ) بلندترین قله کشور عراق واقع در اقلیم کردستان عراق به‌شمار می‌رود. این قله یک قله مرزی محسوب می‌شود که دقیقاً در مرز ایران و عراق قرار دارد که از طرفی در استان اربیل در منطقه خود مختار کردستان عراق و در مجاورت قله هلگورد واقع شده‌است، و از طرفی دیگر در شهرستان پیرانشهر از استان آذربایجان غربی در ایران قرار دارد.
اندازه گیری ارتفاع دقیق این کوه نخست در نوامبر سال ۲۰۰۴ میلادی و توسط کاشف انگلیسی گینج فولن انجام شد که جی پی اس عدد ۳۶۲۸ را اندازه گیری کرد.
اگر چه این ارتفاع با نقشه های srtm و توپوگرافی روسیه مطابقت داشت اما سندیت لازم را نداشت.
اما در سال ۲۰۱۱ دو کوهنوردی به نامهای جاناتان بسویک و متیو دوپوی در ۱۸ مارس قله را صعود نمودند و جی پی اس اعزامی که از دقت بالایی برخوردار بود عدد ۳۶۱۱ متر را ثبت کرد، این عدد به عنوان بلندترین قله کشور عراق در کتاب world fact book به ثبت رسید. همچنین ارتفاع این کوه در نقشه توپوگرافی منطقه مربوط به سال ۱۹۶۷ میلادی ۳۶۱۲ متر نوشته است که همین موضوع تاییدی بر عدد گرفته شده (۳۶۱۱متر) توسط گروه اعزامی می باشد.
لازم به ذکر است که قبل از شیخادار و در سال ۱۹۹۷ میلادی قله هلگورد با ۳۶۰۷ متر به عنوان بام کشور عراق در کتاب حقایق جهان ثبت شده بود. که با این حساب قله ی شیخادار ۴ متر بلندتر از هلگورد بود.
همچنین قله شیخادار بعد از قله اورین که ۳۶۲۲ متر ارتفاع دارد دومین قله بلند استان آذربایجان غربی محسوب می شود.

## صعود کنندگان
یاسر ستوده کوهنورد ایرانی توانست در تابستان ۱۳۹۹ و در اولین روز محرم با هماهنگی و کمک نیروهای اطلاعات سپاه به این قله صعود کند و پرچم یا حسین و پرچم ایران را بر فراز این قله به اهتزاز در بیاورد.
یاسر ستوده نخستین کوهنورد ایرانی است که به بلندترین قله کشور عراق صعود کرده‌است.
در این صعود فردین خضری رئیس هیئت کوهنوردی شهرستان پیرانشهر بعنوان راهنمای منطقه یاسر ستوده را همراهی کرد.